# Dej
Dej là một đô thị thuộc hạt Cluj, România. Dân số thời điểm năm 2002 là 38478 người.